# 熊本県道48号多良木相良線
熊本県道48号多良木相良線（くまもとけんどう48ごう たらぎさがらせん）は、熊本県球磨郡多良木町から球磨郡相良村に至る県道（主要地方道）である。

## 概要

### 路線データ
- 起点：熊本県球磨郡多良木町大字久米（熊本県道43号錦湯前線交点）
- 終点：熊本県球磨郡相良村大字四浦東（相良村四浦交差点、国道445号交点）

## 歴史
- 1993年（平成5年）5月11日 - 建設省から、県道相良免田線・県道久米免田線が多良木相良線として主要地方道に指定される[1]。

## 路線状況

### 重複区間
- 国道219号（球磨郡あさぎり町免田東）
- 熊本県道335号湯前人吉自転車道線（球磨郡あさぎり町免田東 - 球磨郡あさぎり町免田西）
- 熊本県道33号人吉水上線（球磨郡あさぎり町深田西 - 球磨郡あさぎり町深田東）

## 地理

### 通過する自治体
- 球磨郡多良木町
- 球磨郡あさぎり町
- 球磨郡相良村

### 交差する道路
| 交差する道路                                                | 市町村名 | 市町村名   | 交差する場所 | 交差する場所            |
| ----------------------------------------------------------- | -------- | ---------- | ------------ | ----------------------- |
| 熊本県道43号錦湯前線                                        | 球磨郡   | 多良木町   | 大字久米     | 起点                    |
| 国道219号 重複区間起点 熊本県道187号免田停車場線            | 球磨郡   | あさぎり町 | 免田東       | あさぎり町免田東交差点  |
| 国道219号 重複区間終点 熊本県道260号皆越免田線              | 球磨郡   | あさぎり町 | 免田東       | あさぎり町免田東交差点  |
| 熊本県道335号湯前人吉自転車道線 重複区間起点                | 球磨郡   | あさぎり町 | 免田東       |                         |
| 熊本県道335号湯前人吉自転車道線 重複区間終点                | 球磨郡   | あさぎり町 | 免田西       |                         |
| 熊本県道33号人吉水上線 重複区間起点 熊本県道324号小枝深水線 | 球磨郡   | あさぎり町 | 深田西       |                         |
| 熊本県道33号人吉水上線 重複区間終点                         | 球磨郡   | あさぎり町 | 深田東       |                         |
| 国道445号                                                   | 球磨郡   | 相良村     | 大字四浦東   | 相良村四浦交差点 / 終点 |

### 交差する鉄道
- くま川鉄道湯前線

### 沿線
- あさぎり町役場 岡原支所
- くま川鉄道湯前線 あさぎり駅
- あさぎり町役場 深田支所
- 熊本クラウンゴルフ倶楽部 深田コース